# Abigail Folger
Abigail Anne Folger (ur. 11 sierpnia 1943 w San Francisco, zm. 9 sierpnia 1969 w Beverly Hills) – amerykańska spadkobierczyni wielomilionowej fortuny kawowej oraz członkini wpływowej rodziny potentatów kawowych. Pracowniczka socjalna, aktywistka społeczna i polityczna.

## Życiorys
Abigail Folger urodziła się i dorastała w San Francisco w Kalifornii. W drugiej połowie lat sześćdziesiątych mieszkała w Nowym Jorku oraz w Los Angeles. W 1968 roku Folger zaangażowana była politycznie i finansowo w kampanię prezydencką senatora Roberta Kennedy’ego. Działała na rzecz równouprawnienia czarnoskórych Amerykanów. Jako pracownik socjalny niosła pomoc ludziom ubogim oraz pokrzywdzonym przez los, mieszkającym w niebezpiecznych dzielnicach Los Angeles. Abigail Folger była również kobietą biznesu, zainwestowała m.in. w firmę kosmetyczną Sebring International w San Francisco, pozostając jedną z bogatszych kobiet w Kalifornii.
W nocy z 8 na 9 sierpnia 1969 roku Folger, przebywając wraz ze swoimi przyjaciółmi, została zamordowana przez sektę Charlesa Mansona, która włamała się do willi Romana Polańskiego w Beverly Hills w Kalifornii. Abigail Folger w chwili swojej śmierci była narzeczoną polskiego emigranta Wojciecha Frykowskiego. Parę przedstawił sobie w grudniu 1967 w Nowym Jorku polski pisarz Jerzy Kosiński. Folger i Frykowski przyjechali do Los Angeles w sierpniu 1968 roku, zamieszkując tymczasowo w willi Polańskich na wzgórzach Beverly Hills. Ofiarami morderstw byli również: będąca w dziewiątym miesiącu ciąży żona Romana Polańskiego, amerykańska aktorka filmowa Sharon Tate przyjaciółka Folger, Wojciech Frykowski oraz stylista i fryzjer Jay Sebring. Sprawcy zbrodni – Susan Atkins, Charles „Tex” Watson oraz Patricia Krenwinkel – po prawie rocznym procesie w marcu 1971 roku w Los Angeles zostali osądzeni i skazani na karę śmierci, a w 1972 roku zamienioną na dożywocie po zmianie prawa stanowego; odbywają kary dożywotniego pozbawienia wolności w kalifornijskich instytucjach więziennych.
Ciało Folger oraz jej przyjaciół zostały odkryte następnego dnia we wczesnych godzinach rannych 9 sierpnia 1969 roku. Sekcja zwłok, przeprowadzona niemal natychmiast, wykazała, iż zmarła w wyniku ran zadanych nożem przez jednego z jej morderców. W sumie otrzymała dwadzieścia osiem ran kłutych w górną część ciała.
Pogrzeb Abigail Folger odbył się w środę 13 sierpnia 1969 roku. Pochowana została w krypcie w głównym mauzoleum na katolickim cmentarzu Holy Cross Cemetery w San Francisco w Kalifornii.

## W kulturze popularnej
Abigail Folger była grana przez Elizabeth Henstridge w filmie Wataha u drzwi i Samanthę Robinson w Pewnego razu... w Hollywood. 